# Український модернізм
Український модернізм — сукупна назва для мистецьких процесів, що відбувалися на території України та поза її межами протягом 1890-х—1930-х років (і пізніше). Складова частина світового модернізму.

## Мистецтво
Дивись також Українське образотворче мистецтво 20 століття та Український авангард
В українському мистецтві за означений періодом закріпилося поняття український авангард. До нього зараховують таких художників та художниць, як Олександр Богомазов, Анатолій Петрицький, Василь Єрмілов, Віктор Пальмов, Павло Ковжун, Василь Григорович Кричевський, Микола Бутович, Галина Мазепа і Петро Холодний.
Однією з рис українського модернізму була апеляція до зразків народного мистецтва, що можна простежити у «бойчукізмі». Іншим важливим джерелом натхнення для тогочасних митців та мисткинь було українське бароко, помітне у творах Георгія Нарбута.
Крім того, на український модернізм впливали актуальні тенденції західноєвропейського мистецтва, які засвоювалися завдяки безпосереднім контактам. Низка українських художників та художниць (зокрема, Вадим Меллер, Олександр Архипенко, Олександра Екстер, Давид Бурлюк, Софія Левицька, Олександр Шевченко, Володимир Татлін та ін.) у довоєнні та міжвоєнні роки певний час жили у Західній Європі або відвідували її. Митці Олекса Грищенко (Олексій Гриченко), Михайло Андрієнко-Нечитайло (Мішель Андреєнко) переїхали до Парижу після війни.
Крім того, український модернізм вирізнявся використанням кольорів та особливим відчуттям текстури. Зокрема, мисткині Олександра Екстер та Соня Делоне зробили значний вклад для впровадження яскравих кольорів в західний кубізм та сучасний дизайн.

## Архітектура
Дивись також Архітектура міжвоєнної доби в Україні
Поняття архітектурного модернізму охоплює низку стилів, що були домінантними в архітектурі протягом XX-го століття. На території України набули поширення принаймні два із них: конструктивізм та бруталізм. Прикладами модерністських будівель можуть бути Держпром у Харкові та «Літаюча тарілка» у Києві.

## Театр
Детальніше дивись Український театр ХХ століття та Модернізм в українському театрі
Модернізм виявився у постановках театру «Молодий театр», театрі «Березіль» під керівництвом Леся Курбаса, театрі Михайличенка під керівництвом Марка Терещенка, експериментальному театрі «Захрава» під керівництвом Володимира Блавацького.

## Кіно
Детальніше дивись Всеукраїнське фотокіноуправління
У 20-х роках минулого століття у фільмах, створених Всеукраїнським студією фотокіно (ВУФКУ) в Радянській Україні (Олександр Довженко, Дзига Вертов), в експериментальних фільмах Євгена Слабченка (Ежен Деслав) у Франції, і в музиці відчувався вплив модернізму.

## Музика
Дивись також Київський авангард

## Український модернізм в еміграції
Після Другої Світової Війни модернізм був домінуючим напрямком у мистецтві українських емігрантів, зокрема, в Канаді та США. Українська емігрантська література характеризується творчістю «празької школи» українських поетів та післявоєнної Нью-Йоркської групи (англ. The New York Group). Під сильним впливом абстракції та спрощених форм сучасного дизайну модерністська естетика відстежується у роботах Любослава Гуцалюка, Мирона Левицького, Едварда Козака, Романа Коваля, Аркадії Оленської-Петришиної, Юрія Соловія, Костянтина Мілонадіса, Володимира Макаренка та інших емігрантів, а також в архітектурних проектах Радослава Зука та В. Денеки. Модерністські постановки були проведені в емігрантських театрах-студіях Ю. Гірняка та О. Добровольської.